# Etapa de Santa Cruz do Sul da Stock Car Brasil
A etapa do Santa Cruz do Sul é uma corrida que fez parte do calendário da Stock Car Brasil entre 2005 e 2011.
Foi sempre disputada no Autódromo Internacional de Santa Cruz do Sul.

## Vencedores
| Ano                      | Piloto         | Equipe              | Local             | Detalhes |
| ------------------------ | -------------- | ------------------- | ----------------- | -------- |
| 2014                     | Thiago Camilo  | Ipiranga-RCM        | Santa Cruz do Sul | Detalhes |
| 2014                     | Raphael Matos  | Hot Car Competições | Santa Cruz do Sul | Detalhes |
| Não houve em 2012 e 2013 |                |                     |                   |          |
| 2011                     | Alceu Feldmann | A. Mattheis         | Santa Cruz do Sul | Detalhes |
| 2010                     | Allam Khodair  | Full Time           | Santa Cruz do Sul | Detalhes |
| 2009                     | Max Wilson     | RC Competições      | Santa Cruz do Sul | Detalhes |
| 2008                     | Cacá Bueno     | RC Competições      | Santa Cruz do Sul | Detalhes |
| 2007                     | Cacá Bueno     | RC Competições      | Santa Cruz do Sul | Detalhes |
| 2006                     | Ruben Fontes   |                     | Santa Cruz do Sul | Detalhes |
| 2005                     | Cacá Bueno     | Action Power        | Santa Cruz do Sul | Detalhes |